# Quetzalapa, Delstaten Mexiko
Quetzalapa är en ort i Mexiko.   Den ligger i kommunen Tenancingo och delstaten Mexiko, i den sydöstra delen av landet, 70 km sydväst om huvudstaden Mexico City. Quetzalapa ligger 2 077 meter över havet och antalet invånare är 1 080.
Terrängen runt Quetzalapa är kuperad, och sluttar söderut. Runt Quetzalapa är det tätbefolkat, med 427 invånare per kvadratkilometer. Närmaste större samhälle är Tenango de Arista, 18,2 km norr om Quetzalapa. I omgivningarna runt Quetzalapa växer huvudsakligen savannskog.